# Жаворонков, Юрий Петрович
Юрий Петрович Жаворонков (4 октября 1949, Бетлица, Калужская область — 26 марта 2020, Людиново, Калужская область) — советский футболист, полузащитник.

## Биография
Начинал играть в юношеской команде «Авангард» Людиново, с конца 1960-х — в главной команде, выступавшей в чемпионате Калужской области. В 1971 году был приглашён в калужский «Локомотив» из второй лиги первенства СССР. Перед началом сезона 1974 года у Жаворонкова были обнаружены сбои в сердце. Этот год он отыграл в «Авангарде», став чемпионом области. Два следующих сезона провёл в «Локомотиве». В 1977—1978 годах выступал в первой лиге за «Кузбасс» Кемерово. С 1979 году вернулся в «Локомотив», следующий сезон вновь отыграл за «Кузбасс». С 1981 года выступал во второй иге за «Металлург» Новокузнецк, в 1984 году, будучи играющим тренером, завершил карьеру в командах мастеров.
С 1986 года — играющий тренер «Авангарда» Людиново. В 1997 году в возрасте 48 лет стал обладателем Кубка области.
Работал тренером по футболу ДЮСШ Людиново.
Скончался 26 марта 2020 года на 71-м году жизни.
Младший брат Владимир также выступал за «Локомотив».